# Мале Йодло
Мале Йодло (пол. Małe Jodło) — село в Польщі, у гміні Кунув Островецького повіту Свентокшиського воєводства.
Населення — 152 особи (2011).
У 1975-1998 роках село належало до Келецького воєводства.

## Демографія
Демографічна структура на день 31 березня 2011 року:
|          | Загалом | Допрацездатний вік | Працездатний вік | Постпрацездатний вік |
| -------- | ------- | ------------------ | ---------------- | -------------------- |
| Чоловіки | 72      | 20                 | 41               | 11                   |
| Жінки    | 80      | 21                 | 39               | 20                   |
| Разом    | 152     | 41                 | 80               | 31                   |